# هضیمة (یمن)
 هضیمة  ( الهَضیمَة  ) در عزلهٔ (بلدة البیضاء) ناحیهٔ (دکرهة)، از توابع استان مَحویت در کشور یمن در شبه جزیره عربستان است. 
جمعیت آن ۳۱۲ نفر (۹ خانوار) می‌باشد.